# Lac Gordon
Pour les articles homonymes, voir Gordon.
Le lac Gordon (Lake Gordon) est le nom d'un lac créé par un barrage sur le cours supérieur du fleuve Gordon au sud-ouest de la Tasmanie, en Australie.

## Géographie
Le lac a été créé au début des années 1970 par l’Hydro Electricity Commission (HEC) pour fournir de l'électricité. Le barrage du Gordon était le plus grand barrage et le plus controversé en Tasmanie.
Le lac a une superficie de 272 km2 et une capacité de stockage de 12,5 milliards de m3 d'eau[réf. nécessaire], l'équivalent de 25 fois le port de Sydney.
Il est connecté par un canal avec le (nouveau) lac Pedder qui l'approvisionne en eau supplémentaire pour la centrale électrique.